# Antharmostes alcaea
Antharmostes alcaea là một loài bướm đêm trong họ Geometridae.